# Лукове
Лу́кове (Фройденталь, Логенхутір) — село в Україні, у Бойківській громаді Кальміуського району Донецької області. Населення становить 510 осіб.

## Загальні відомості
Відстань до райцентру становить близько 14 км і проходить переважно автошляхом Т 0519. Землі села межують із територією с. Приморське Новоазовського району Донецької області.
Перебуває на території, яка тимчасово окупована російськими терористичними військами.

## Історія
Євангелістське-лютеранське село, засноване 1865 року під назвою Фройденталь. Засновники з бердянських колоній. Одне з перших сіл у цьому районі. Євангелістська община Остгейм, лютеранський прихід Розенфельд. Землі 1194 десятин (1915; 18 подвір'їв). Колгосп ім. К. Лібкнехта.
7 (20) листопада 1917 року, відповідно до Третього Універсалу Української Центральної Ради, увійшло до складу Української Народної Республіки.

## Населення
| Рік  | Кількість мешканців |
| ---- | ------------------- |
| 1873 | 140                 |
| 1904 | 195                 |
| 1915 | 179                 |
| 1924 | 233                 |

За даними перепису 2001 року населення села становило 510 осіб, з них 55,49% зазначили рідною мову українську, а 44,51% — російську.